# Текстовый редактор

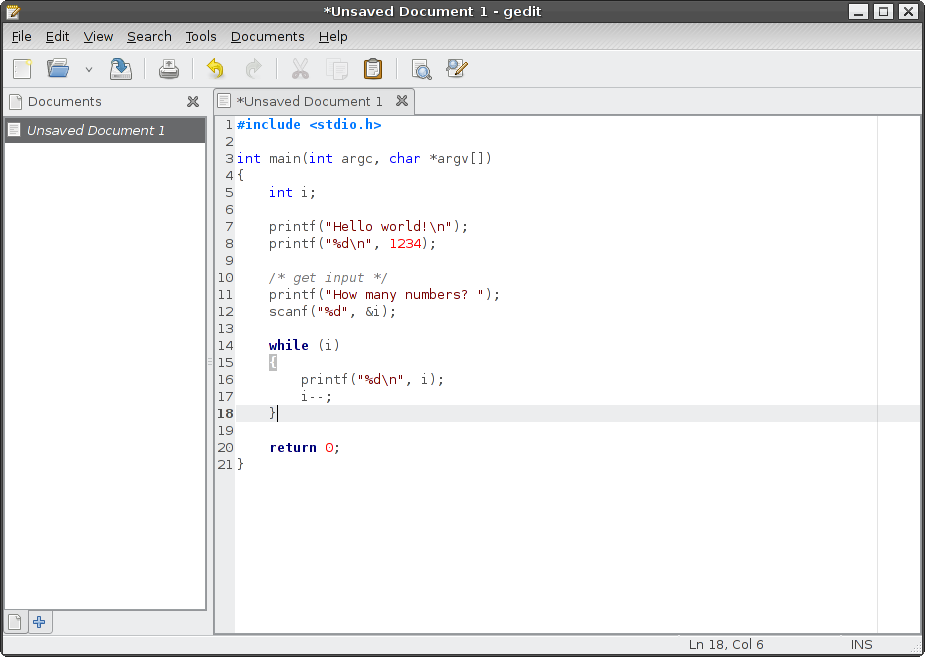
Окно текстового редактора gedit

Те́кстовый реда́ктор — самостоятельная компьютерная программа или компонент программного комплекса (например, редактор исходного кода интегрированной среды разработки или окно ввода в браузере), предназначенная для создания и изменения текстовых данных в общем и текстовых файлов, в частности.
Текстовые редакторы предназначены для работы с текстовыми файлами в интерактивном режиме. Они позволяют просматривать содержимое текстовых файлов и производить над ними различные действия: вставку, удаление и копирование текста, контекстный поиск и замену, сортировку строк, просмотр кодов символов и конвертацию кодировок, печать и т. п.
Часто интерактивные текстовые редакторы содержат дополнительную функциональность, призванную автоматизировать действия по редактированию (от записываемых последовательностей нажатий клавиш до полноценных встроенных языков программирования), или отображают текстовые данные специальным образом (например, с подсветкой синтаксиса).
Многие текстовые редакторы являются редакторами исходного кода, то есть они ориентированы на работу с текстами программ.

## Виды текстовых редакторов
Построчный (строковый) текстовый редактор (англ. line editor) работает с текстом как последовательностью пронумерованных строк, выполняя операции над текстом в указанных строках. Примером такого редактора может быть edlin, входивший в состав MS-DOS.
Контекстный (строковый) редактор (англ. context editor), примером которого может быть ECCE (англ. Edinburgh Compatible Context Editor), выполняет операции над текстом в текущей позиции.
Экранный текстовый редактор позволяет пользователю перемещать курсор в тексте с помощью клавиш или других устройств ввода.

## Текстовые процессоры
Текстовые процессоры ориентированы на оформление и форматирование текстов и внедрение в них сторонних объектов (шрифтов, таблиц, формул, графиков т. п.) и характеризуются наличием WYSIWYG-режимов. Поскольку в текстовом формате не предусмотрено хранение информации об оформлении текста, текстовые процессоры работают либо с файлами, в которых тексты представлены в обрамлении какого-либо языка разметки вроде HTML, либо с файлами в собственных «двоичных» форматах.